# Augustus Obuadum Tanoh
 (janvier 2025).
Augustus « Goosie » Obuadum Tanoh né 7 février 1956, est un homme politique et homme d'affaires ghanéen.
Il a été le chef du Parti de la réforme nationale (en), un groupe dissident du Congrès démocratique national entre 1999 et 2007 et a représenté ce parti à l'élection présidentielle de 2000 (en), où il a recueilli 1,1 % des voix nationales. Il est revenu au Congrès national démocratique avec ses collègues du Parti de la réforme nationale, à la demande et à la suite des appels lancés par le président John Atta Mills en 2007/2008. Tanoh est à l'origine un membre fondateur du Congrès national démocratique .

## Éducation
Tanoh a terminé l'école Mfantsipim et est titulaire d'une licence et d'une maîtrise en droit de l'Université du Ghana et de la faculté de droit de l'Université Northwestern à Chicago, Illinois, États-Unis. Il est également titulaire d'un certificat en finance pour la gestion de l'industrie pétrolière (IHRDC) Washington DC, États-Unis .

## Carrière
Tanoh était un membre fondateur du parti du Congrès national démocratique (NDC). Il a siégé à divers conseils financiers et économiques au Ghana, notamment en tant que directeur exécutif des finances et de l'administration de la Ghana National Petroleum Corporation de 1989 à 1992.
Il a été professeur de droit à l'Université du Ghana entre 1982 et 1983. En 1983, il quitte l'université pour devenir l'assistant spécial du président du Conseil provisoire de défense nationale (PNDC) et chef de l'État du Ghana, le lieutenant d'aviation Jerry John Rawlings. Plus tard en 1983, il a été nommé membre du Comité de défense nationale (le principal organe politique du PNDC) et de son Comité permanent. À ce poste, M. Tanoh était responsable des projets et programmes d'une organisation politique et économique nationale forte de deux millions de personnes, présente dans toutes les communautés du Ghana et chargée des soins de santé primaires, des magasins communautaires et des projets d'infrastructures locales parmi les nombreuses activités de développement initiées au cours de cette période. En 1985, en plus de ces fonctions, M. Tanoh a été nommé au Comité gouvernemental ghanéen sur le pétrole et les négociations contractuelles, chargé de restructurer les lois et la structure de l'industrie pétrolière ghanéenne et de négocier des accords de partage d'exploration et de production avec les compagnies pétrolières internationales (IOC). En 1986, avec l’élection du Ghana au Conseil de sécurité des Nations Unies, M. Tanoh a été nommé par le gouvernement ghanéen pour exercer les fonctions de conseiller et délégué du Ghana au Conseil de sécurité. Dans ce rôle, il a été très actif dans la formulation des positions du Ghana et du Groupe des non-alignés sur les grandes questions internationales telles que la fin de la guerre Iran/Irak, l'affrontement Nicaragua/Contra impliquant les États-Unis, la situation sécuritaire en Afrique australe (en particulier les incursions des forces de défense sud-africaines dans les États de première ligne en violation du droit international) et bien d'autres questions complexes auxquelles le Conseil est confronté, notamment la question de la paix et de la sécurité au Moyen-Orient. Durant cette période, il a également été nommé membre de la délégation du Ghana auprès de l’Assemblée générale des Nations Unies, représentant le Ghana au Comité politique spécial, aux Quatrième et Sixième Commissions de l’Assemblée générale. Il a occupé ces fonctions jusqu’en juillet 1989. Il a été membre de la délégation diplomatique du Ghana auprès de l'ONU de 1986 à 1989.
Durant son mandat aux Nations Unies, M. Tanoh a été le négociateur principal pour le Ghana et le porte-parole du Groupe des 77 sur le Code minier pour le droit de la mer. Il a été élu président du Groupe africain lors de la réunion annuelle de 1988/89 de l'Organisation du droit de la mer à Kingston, en Jamaïque.
Il a également été invité par l'Institut Aspen du Colorado à participer à la réunion du Groupe d'experts préparatoire à la Conférence mondiale sur l'environnement (Brésil) pour préparer le projet indicatif initial de convention sur les changements climatiques. Il a été nommé rapporteur pour une conférence similaire organisée par le gouvernement canadien à Ottawa en 1988/89.
M. Tanoh est resté actif dans la mise en place des nouvelles institutions du Ghana pour l'industrie pétrolière et a agi en tant que représentant nord-américain de la nouvelle compagnie pétrolière nationale, la Ghana National Petroleum Corporation (GNPC). À ce poste, il a établi des contacts avec de nombreuses entreprises nord-américaines qui avaient manifesté leur intérêt à faire des affaires au Ghana. Certaines de ces entreprises finiront par travailler et forer au Ghana.
À son retour au Ghana, il a accepté l'offre de devenir directeur exécutif (finances et administration) de GNPC, la troisième plus grande entreprise du Ghana avec un chiffre d'affaires annuel à l'époque supérieur à 300 millions de dollars. Il a siégé au conseil d’administration et à la direction générale jusqu’en 1992.
M. Tanoh a joué un rôle important dans la planification et l'exécution de la stratégie du gouvernement pour ses activités d'exploration pétrolière en tant que négociateur principal des contrats et des taxes pour les accords d'exploration pétrolière avec des sociétés telles qu'Amoco, Shell, Atlantic Richfield, Unocal et Diamond ShaMr.ock. M. Tanoh a également été l'un des principaux auteurs de la loi sur l'impôt sur les revenus pétroliers du Ghana et a contribué à la rédaction de la loi sur l'exploration et la production pétrolières (PNDCL BF 84) et de la loi sur l'établissement de la GNPC (PNDCL 64).
Au cours de son passage à la GNPC, M. Tanoh a supervisé les efforts pionniers des sociétés publiques visant à fournir des logements publics abordables à leurs employés en utilisant des intrants matériels locaux. Le projet, d'une valeur de 26 millions de dollars, a été réalisé avec succès et, à ce jour, 95 % des 1 200 unités sont désormais la propriété des employés de la société.
M. Tanoh faisait également partie de l'équipe qui a négocié les premiers prêts syndiqués du Ghana : un de 75 millions de dollars en 1991 avec Bankers Trust, puis avec ANZ Bank pour 110 millions de dollars en 1992, le produit des deux prêts étant reversé à GNPC. Depuis le rôle pionnier de la GNPC dans l'exploitation des recettes du cacao du Ghana pour entrer sur le marché international de la dette, plusieurs milliards de dollars ont été levés de cette manière dans une série d'emprunts annuels dépassant 1 milliard de dollars à la fois.
M. Tanoh a joué un rôle de premier plan dans l’évolution des services bancaires dans la région de l’Afrique de l’Ouest en raison de son mandat de directeur d’ Ecobank Ghana Limited (1990-1992), une banque pionnière détenue par l’Afrique de l’Ouest et désormais une authentique banque africaine à l’échelle du continent.
Il a siégé à l'assemblée qui a rédigé la constitution du Ghana de 1992, en tant que représentant du Comité populaire pour la défense de la révolution.
M. Tanoh, après avoir contribué avec succès à la formation du Congrès national démocratique et avoir œuvré à sa victoire aux élections de 1992 en tant que secrétaire du comité de campagne et l'un de ses principaux stratèges, est entré dans le secteur privé. Parmi ses projets, il a été le pionnier des exportations de produits de base non traditionnels d'Afrique de l'Ouest vers l'Union européenne, notamment les chips de manioc, les arachides, le café robusta, la fleur d'hibiscus, le sorgho rouge et la farine de manioc à grains grossiers. Profitant de la zone de libre-échange établie par la CEDEAO, il a également mis en place un commerce d'exportation de palmistes du Ghana vers le Nigéria.
En 1999, il s'est séparé du parti au pouvoir, le NDC, invoquant des problèmes de corruption et de désorganisation,. Il a fondé le Parti national de la réforme (NRP) et s'est présenté l'année suivante sous la bannière du NRP. Il est retourné au NDC avec ses collègues du Parti de la réforme à la demande et à la suite de plusieurs appels lancés par le défunt président John Atta Mills en 2007/2008. En 2012, lorsque le poste de vice-président est devenu vacant, Tanoh était l'un des principaux candidats pour ce poste.
Ces derniers temps, M. Tanoh a occupé le poste de directeur de Volta Aluminium Company, une fonderie d'aluminium de deux cent mille tonnes par an à Tema, au Ghana.
Il siège également au conseil d’administration d’Organic Potash Corporation (OPC), une société canadienne cotée en bourse qui utilise une technologie brevetée unique pour produire du carbonate de potassium (K 2 CO 3 ) à partir de coques de cacao exemptes de contamination par des métaux lourds. Ce produit est largement utilisé pour l’alcalinisation dans l’industrie alimentaire et des boissons, l’industrie pharmaceutique et les industries connexes. Il est actionnaire et vice-président exécutif de l'OPC et responsable pays pour le Ghana.
Il a représenté plusieurs entreprises internationales et locales dans des négociations avec le gouvernement en tant que conseiller/négociateur de projets pour des projets d'infrastructures hydrauliques, de production d'énergie solaire (155 MW) et de développement de logiciels (application à la comptabilité gouvernementale et aux opérations budgétaires).
Grâce à plusieurs initiatives importantes de son entreprise, des projets ont été incubés et font désormais l’objet de joint-ventures avec des entreprises de renommée internationale. Tous sont actuellement en cours de développement à divers stades avancés d’atteinte du bouclage financier. Ces projets comprennent le développement et la mise en œuvre d’un terminal de regazéification de GNL offshore, d’un projet d’énergie électrique et d’une usine de produits chimiques industriels.
Il est actuellement président de HML Marine, Power & Energy Limited (et de ses filiales), un groupe de conseil en énergie, d'infrastructures et de développement de projets.